# Estremadura

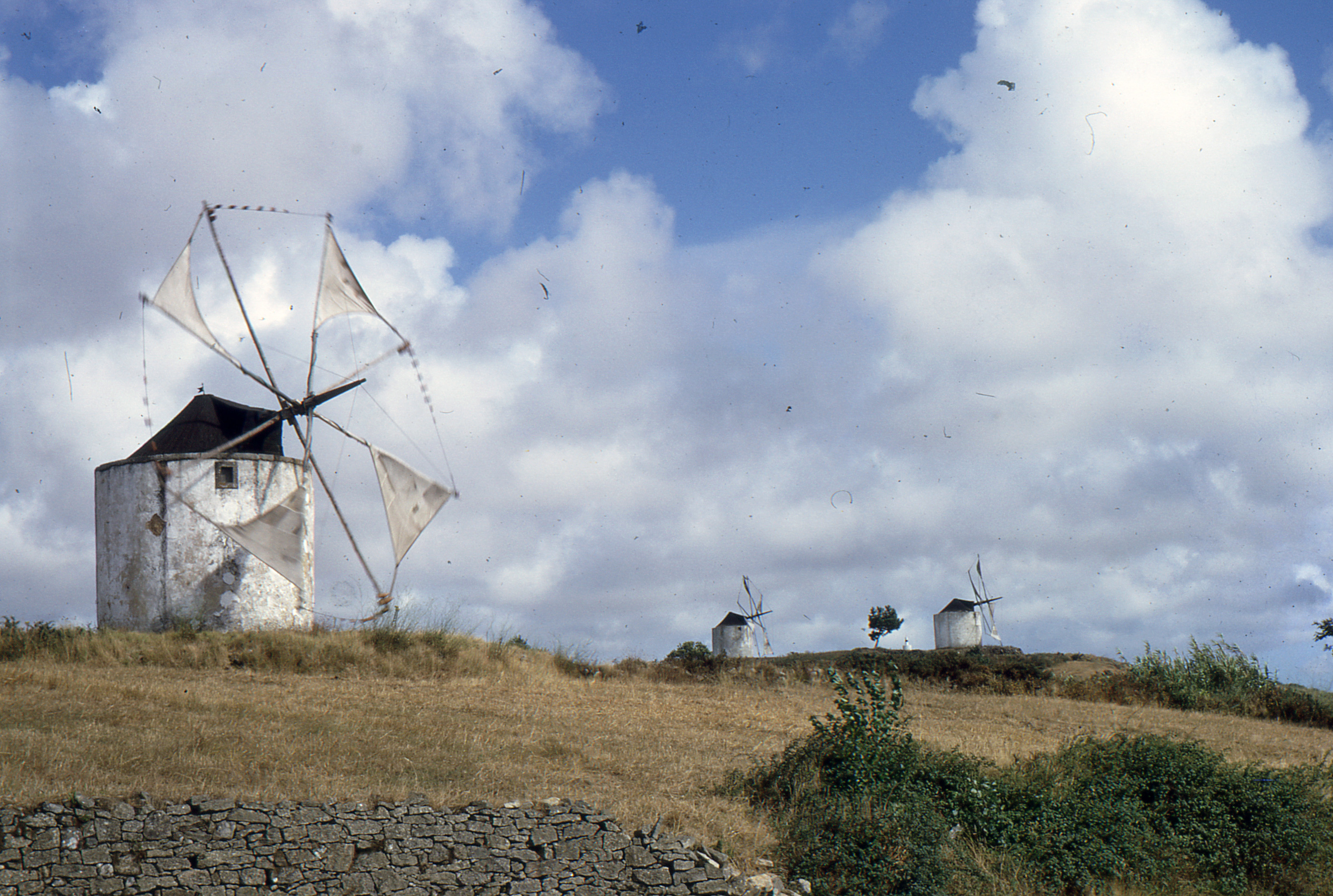
Windmühlen in der Estremadura

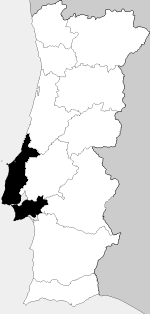
Provinz Estremadura 1936

Estremadura [(ɨ)ʃtɾɨmɐ'duɾɐ] ist die Bezeichnung einer historischen Provinz Portugals, die in etwa den Küstenlandstrich im mittleren Portugal einschließlich Lissabon umfasst. Sie überschneidet sich mit der heutigen Região de Lisboa und den Distrikten Leiria und Setúbal.

## Etymologie
Traditionell wird der Name von lateinisch extrema Durii („jenseits des Douro“) abgeleitet. In diesem Sinne wäre die Estremadura das über den Fluss Douro hinaus gelegene Gebiet, das ab dem Beginn des 12. Jahrhunderts im Wesentlichen vom ersten portugiesischen König Alfons I. erobert wurde.
Sprachwissenschaftlich plausibler ist allerdings die Interpretation, dass sich der Name als Hauptwortbildung aus dem lateinischen Adjektiv extremus, -a ableitet und so viel wie „Randgebiet“ oder genauer „Grenzgebiet (zu den Mauren)“ bedeutet.
Dieselbe Namensherkunft hat auf spanischer Seite die Extremadura.

## Grenzen und Gliederung
Die Grenzen der portugiesischen Estremadura wandelten sich anfänglich im Laufe der Wiedereroberung maurischen Gebietes und umfasste schließlich das gesamte portugiesische Gebiet südlich des Douro bis Setúbal, südlich von Lissabon. Im 15. Jahrhundert gehörten zu ihr die heutigen Distrikte Aveiro, Coimbra, Leiria, Lissabon, Santarém und Setúbal.
Im 19. Jahrhundert wurde dann die Estremadura mit geringfügigen Abweichungen auf die Distrikte Lissabon, Leiria, Setúbal und Teilen von Santarém beschränkt, die aufgrund der Verwaltungsreform von 1936 zusammen die Provinz Estremadura bildeten.
Mit Inkrafttreten der neuen Verfassung von 1976 wurden die Provinzen als politische Institutionen abgeschafft. Wenn die Provinzen und ihre Bezeichnungen auch aus der politischen und administrativen Gegenwart verschwunden sind, leben sie in der Alltagssprache der Portugiesen bis heute fort, im Falle der Estremadura jedoch im geringeren Maße als zum Beispiel im Falle des Minho (Provinz) oder des Ribatejo. Nach und nach treten an ihre Stelle die Namen, die im Rahmen der EU-Klassifizierung der Regionen (NUTS) eingeführt wurden und bei denen nicht mehr an die historischen Provinzen angeknüpft wird.